# Христосівський заказник
Христо́сівський зака́зник — гідрологічний заказник місцевого значення в Україні. Розташований у межах Старосинявської селищної громади Хмельницького району Хмельницької області, на захід від смт Стара Синява.
Площа 147 га. Статус надано згідно з рішенням сесії обласної ради народних депутатів від 28.10.1994 року № 7. Перебуває у віданні Старосинявської селищної громади.
Статус надано з метою збереження водно-болотного природного комплексу в заплаві річки Іква (притока Південного Бугу).